# 山田隆哉
山田 隆哉（やまだ たかや、1941年6月8日 - 2020年6月2日）は、日本の経営者。ダイハツ工業社長、ジェイテクト会長を務めた。東京都出身。

## 経歴
1964年に東京大学経済学部を卒業し、同年にトヨタ自動車工業に入社。
1995年に取締役に就任し、1999年6月にはダイハツ工業副社長に就任し、2000年6月に社長に昇格。2005年6月に豊田工機会長に就任し、2006年1月に光洋精工との合併により、発足したジェイテクト会長に就任。
2007年11月に藍綬褒章を受章。
2020年6月2日筋萎縮性側索硬化症のために死去。78歳没。